# Dzhami Ali
Dzhami Ali, znany pod pseudonimem „Jame”, (ur. 25 stycznia 1998 w Noworosyjsku) – rosyjski zawodowy gracz serii gier Counter-Strike reprezentujący drużynę Virtus.pro. Zwycięzca i najlepszy zawodnik IEM Rio Major 2022.

## Kariera
W listopadzie 2022 roku zwyciężył IEM Rio Major 2022. Jego zespół pokonał w finale HEROIC 2-0 (Mirage 16-12, Overpass 16-5), a Rosjanin został wybrany "najlepszym zawodnikiem turnieju".

## Sukcesy

### AVANGAR
- BLAST Pro Series Moscow 2019

### Virtus.pro/Outsiders
- Flashpoint 2
- cs_summit 7
- IEM Rio Major 2022
- ESL Challenger Atlanta 2023

### Indywidualne
- MVP BLAST Pro Series Moscow 2019
- MVP cs_summit 7
- MVP IEM Rio Major 2022